# Canottaggio ai Giochi della XV Olimpiade - Quattro con maschile
La competizione del quattro con maschile dei Giochi della XV Olimpiade si è svolta dal 20 al 23 luglio 1952 al bacino di Meilahti, Helsinki.

## Programma
| Data           | Round            | Note                                                   |
| -------------- | ---------------- | ------------------------------------------------------ |
| 20 luglio 1952 | Batterie         | I primi 2 alle semifinali. I restanti ai recuperi.     |
| 21 luglio 1952 | Recuperi         | I vincitori al secondo recupero.                       |
| 21 luglio 1952 | Semifinali       | I vincitori in finale. I restanti al secondo recupero. |
| 22 luglio 1952 | Secondo recupero | I vincitori in finale.                                 |
| 23 luglio 1952 | Finale           |                                                        |

## Risultati

### Batterie
| Pos. | Nazione          | Atleti                                                                                        | Tempo  |
| ---- | ---------------- | --------------------------------------------------------------------------------------------- | ------ |
| 1    | Francia          | André Goursolle, Robert Texier Guy Nosbaum, Claude Martin Tim: Didier Moureau                 | 7'18"4 |
| 2    | Unione Sovietica | Kirill Putyrsky, Yevgeny Tretnikov Georgy Gushchenko, Boris Fyodorov Tim: Boris Brechko       | 7'19"9 |
| 3    | Italia           | Albino Trevisan, Amedeo Scarpi Abbondio Smerghetto, Tarquinio Angiolin Tim: Domenico Cambieri | 7'20"5 |
| 4    | Spagna           | Salvador Costa, Miguel Palau Francisco Gironella, Pedro Massana Tim: Luis Omedes              | 7'25"5 |
| 5    | Finlandia        | Kurt Grönholm, Paul Stråhlman Birger Karlsson, Karl-Erik Johansson Tim: Antero Tukiainen      |        |

| Pos. | Nazione       | Atleti                                                                                                 | Tempo  |
| ---- | ------------- | --- | ------ |
| 1    | Stati Uniti   | Carl Lovsted, Alvin Ulbrickson Richard Wahlstrom, Matthew Leanderson Tim: Albert Rossi                 | 7'17"9 |
| 2    | Gran Bretagna | Peter de Giles, Paul Massey John MacMillan, Graham Fisk Tim: Laurence Guest                            | 7'18"3 |
| 3    | Danimarca     | Niels Kristensen, Ove Nielsen Peter Hansen, Bent Blach Petersen Tim: Eivin Kristensen                  | 7'33"9 |
| 4    | Egitto        | Ibrahim El-Attar, Mohamed El-Sahrawi Mamdooh El-Attar, Mohamed El-Sayed Tim: Albert Selim El-Mankabadi | 7'52"8 |

| Pos. | Nazione        | Atleti                                                                               | Tempo  |
| ---- | -------------- | ------------------------------------------------------------------------------------ | ------ |
| 1    | Cecoslovacchia | Karel Mejta Sr., Jiří Havlis Jan Jindra, Stanislav Lusk Tim: Miroslav Koranda        | 7'16"6 |
| 2    | Norvegia       | Bjørn Christoffersen, Arnfinn Larsen Wilhelm Hayden, Thor Nilsen Tim: Leif Andersen  | 7'21"6 |
| 3    | Paesi Bassi    | Antonius Fontani, Wilhelm Heijenbrock Jan Willem Pennink, Jacob Beije Tim: Hans Caro | 7'24"9 |
| 4    | Giappone       | Kosuke Matsuo, Ryuji Goto Kazuo Kanda, Toshiya Takeuchi Tim: Tamatsu Kogure          | 7'29"8 |

| Pos. | Nazione       | Atleti                                                                                     | Tempo  |
| ---- | ------------- | ------------------------------------------------------------------------------------------ | ------ |
| 1    | Svizzera      | Enrico Bianchi, Karl Weidmann Heinrich Scheller, Émile Ess Tim: Walter Leiser              | 7'20"7 |
| 2    | Argentina     | Juan Ecker, Roberto Suárez Alfredo Czerner, Jorge Schneider Tim: Jorge Arripe              | 7'24"4 |
| 3    | Germania      | Günther Twiesselmann, Klaus Schulze Heinz Beyer, Gerhard Vogeley Tim: Hans-Joachim Wiemken | 7'24"8 |
| 4    | Nuova Zelanda | George Edward Johnson, John O'Brien Kerry Ashby, William Tinnock Tim: Colin Johnstone      | 7'25"2 |

### Recuperi
| Pos. | Nazione       | Atleti                                                                                        | Tempo  |
| ---- | ------------- | --------------------------------------------------------------------------------------------- | ------ |
| 1    | Italia        | Albino Trevisan, Amedeo Scarpi Abbondio Smerghetto, Tarquinio Angiolin Tim: Domenico Cambieri | 7'06"0 |
| 2    | Nuova Zelanda | George Edward Johnson, John O'Brien Kerry Ashby, William Tinnock Tim: Colin Johnstone         | 7'07"3 |
| 3    | Giappone      | Kosuke Matsuo, Ryuji Goto Kazuo Kanda, Toshiya Takeuchi Tim: Tamatsu Kogure                   | 7'13"9 |

| Pos. | Nazione   | Atleti                                                                                     | Tempo  |
| ---- | --------- | ------------------------------------------------------------------------------------------ | ------ |
| 1    | Danimarca | Niels Kristensen, Ove Nielsen Peter Hansen, Bent Blach Petersen Tim: Eivin Kristensen      | 7'03"4 |
| 2    | Germania  | Günther Twiesselmann, Klaus Schulze Heinz Beyer, Gerhard Vogeley Tim: Hans-Joachim Wiemken | 7'04"6 |
| 3    | Spagna    | Salvador Costa, Miguel Palau Francisco Gironella, Pedro Massana Tim: Luis Omedes           | 7'06"9 |

| Pos. | Nazione     | Atleti                                                                                                 | Tempo  |
| ---- | ----------- | --- | ------ |
| 1    | Finlandia   | Kurt Grönholm, Paul Stråhlman Birger Karlsson, Karl-Erik Johansson Tim: Antero Tukiainen               | 7'00"7 |
| 2    | Paesi Bassi | Antonius Fontani, Wilhelm Heijenbrock Jan Willem Pennink, Jacob Beije Tim: Hans Caro                   | 7'04"2 |
| 3    | Egitto      | Ibrahim El-Attar, Mohamed El-Sahrawi Mamdooh El-Attar, Mohamed El-Sayed Tim: Albert Selim El-Mankabadi | 7'21"0 |

### Semifinali
| Pos. | Nazione     | Atleti                                                                                 | Tempo  |
| ---- | ----------- | -------------------------------------------------------------------------------------- | ------ |
| 1    | Stati Uniti | Carl Lovsted, Alvin Ulbrickson Richard Wahlstrom, Matthew Leanderson Tim: Albert Rossi | 7'07"6 |
| 2    | Francia     | André Goursolle, Robert Texier Guy Nosbaum, Claude Martin Tim: Didier Moureau          | 7'11"2 |
| 3    | Norvegia    | Bjørn Christoffersen, Arnfinn Larsen Wilhelm Hayden, Thor Nilsen Tim: Leif Andersen    | 7'12"6 |
| 4    | Argentina   | Juan Ecker, Roberto Suárez Alfredo Czerner, Jorge Schneider Tim: Jorge Arripe          | 7'14"6 |

| Pos. | Nazione          | Atleti                                                                                  | Tempo  |
| ---- | ---------------- | --------------------------------------------------------------------------------------- | ------ |
| 1    | Cecoslovacchia   | Karel Mejta Sr., Jiří Havlis Jan Jindra, Stanislav Lusk Tim: Miroslav Koranda           | 6'58"5 |
| 2    | Svizzera         | Enrico Bianchi, Karl Weidmann Heinrich Scheller, Émile Ess Tim: Walter Leiser           | 6'59"2 |
| 3    | Gran Bretagna    | Peter de Giles, Paul Massey John MacMillan, Graham Fisk Tim: Laurence Guest             | 7'04"1 |
| 4    | Unione Sovietica | Kirill Putyrsky, Yevgeny Tretnikov Georgy Gushchenko, Boris Fyodorov Tim: Boris Brechko | 7'11"6 |

### Secondo recupero
| Pos. | Nazione          | Atleti                                                                                   | Tempo  |
| ---- | ---------------- | ---------------------------------------------------------------------------------------- | ------ |
| 1    | Finlandia        | Kurt Grönholm, Paul Stråhlman Birger Karlsson, Karl-Erik Johansson Tim: Antero Tukiainen | 7'03"5 |
| 2    | Unione Sovietica | Kirill Putyrsky, Yevgeny Tretnikov Georgy Gushchenko, Boris Fyodorov Tim: Boris Brechko  | 7'05"1 |
| 3    | Francia          | André Goursolle, Robert Texier Guy Nosbaum, Claude Martin Tim: Didier Moureau            | 7'09"4 |

| Pos. | Nazione   | Atleti                                                                                        | Tempo  |
| ---- | --------- | --------------------------------------------------------------------------------------------- | ------ |
| 1    | Svizzera  | Enrico Bianchi, Karl Weidmann Heinrich Scheller, Émile Ess Tim: Walter Leiser                 | 7'02"3 |
| 2    | Italia    | Albino Trevisan, Amedeo Scarpi Abbondio Smerghetto, Tarquinio Angiolin Tim: Domenico Cambieri | 7'06"0 |
| 3    | Argentina | Juan Ecker, Roberto Suárez Alfredo Czerner, Jorge Schneider Tim: Jorge Arripe                 | 7'14"8 |

| Pos. | Nazione       | Atleti                                                                                | Tempo  |
| ---- | ------------- | ------------------------------------------------------------------------------------- | ------ |
| 1    | Gran Bretagna | Peter de Giles, Paul Massey John MacMillan, Graham Fisk Tim: Laurence Guest           | 7'02"3 |
| 2    | Norvegia      | Bjørn Christoffersen, Arnfinn Larsen Wilhelm Hayden, Thor Nilsen Tim: Leif Andersen   | 7'06"6 |
| 3    | Danimarca     | Niels Kristensen, Ove Nielsen Peter Hansen, Bent Blach Petersen Tim: Eivin Kristensen | 7'08"6 |

### Finale
| Pos.    | Nazione        | Atleti                                                                                   | Tempo  |
| ------- | -------------- | ---------------------------------------------------------------------------------------- | ------ |
| Oro     | Cecoslovacchia | Karel Mejta Sr., Jiří Havlis Jan Jindra, Stanislav Lusk Tim: Miroslav Koranda            | 7'33"4 |
| Argento | Svizzera       | Enrico Bianchi, Karl Weidmann Heinrich Scheller, Émile Ess Tim: Walter Leiser            | 7'36"5 |
| Bronzo  | Stati Uniti    | Carl Lovsted, Alvin Ulbrickson Richard Wahlstrom, Matthew Leanderson Tim: Albert Rossi   | 7'37"0 |
| 4       | Gran Bretagna  | Peter de Giles, Paul Massey John MacMillan, Graham Fisk Tim: Laurence Guest              | 7'41"2 |
| 5       | Finlandia      | Kurt Grönholm, Paul Stråhlman Birger Karlsson, Karl-Erik Johansson Tim: Antero Tukiainen | 7'43"8 |